# Sainte-Catherine (Plounévézel)
Sainte-Catherine (Plounévézel) est une ancienne trève de la paroisse de Plounévézel qui fit partie de l'ancienne paroisse de Poullaouen.
C'est un hameau dépendant de la commune de Plounévézel.
La construction de la chapelle (probablement à l'initiative du marquis de Tymeur) fut achevée en 1616, est située au bord d'une voie romaine qui longe la rivière de l'Hyères qui passe à cet endroit sous un pont médiéval nommé le pont « Gaulois » ; cette chapelle, alors église tréviale de Sainte-Catherine, fut abandonnée à partir de la Révolution française, servant même un temps d'écurie ; le culte y est sporadiquement rétabli sous la Restauration (deux pardons annuels) ; la chapelle, qui menaçait ruine, est restaurée à la fin du XIXe siècle, mais est victime d'inondations de l'Hyères en 1925-1926 ; elle est à nouveau abandonnée dans la décennie 1960, puis à nouveau restaurée à partir de 1991 par l'Association "Les Amis de Sainte-Catherine". Un pardon y est organisé chaque année au mois de mai.

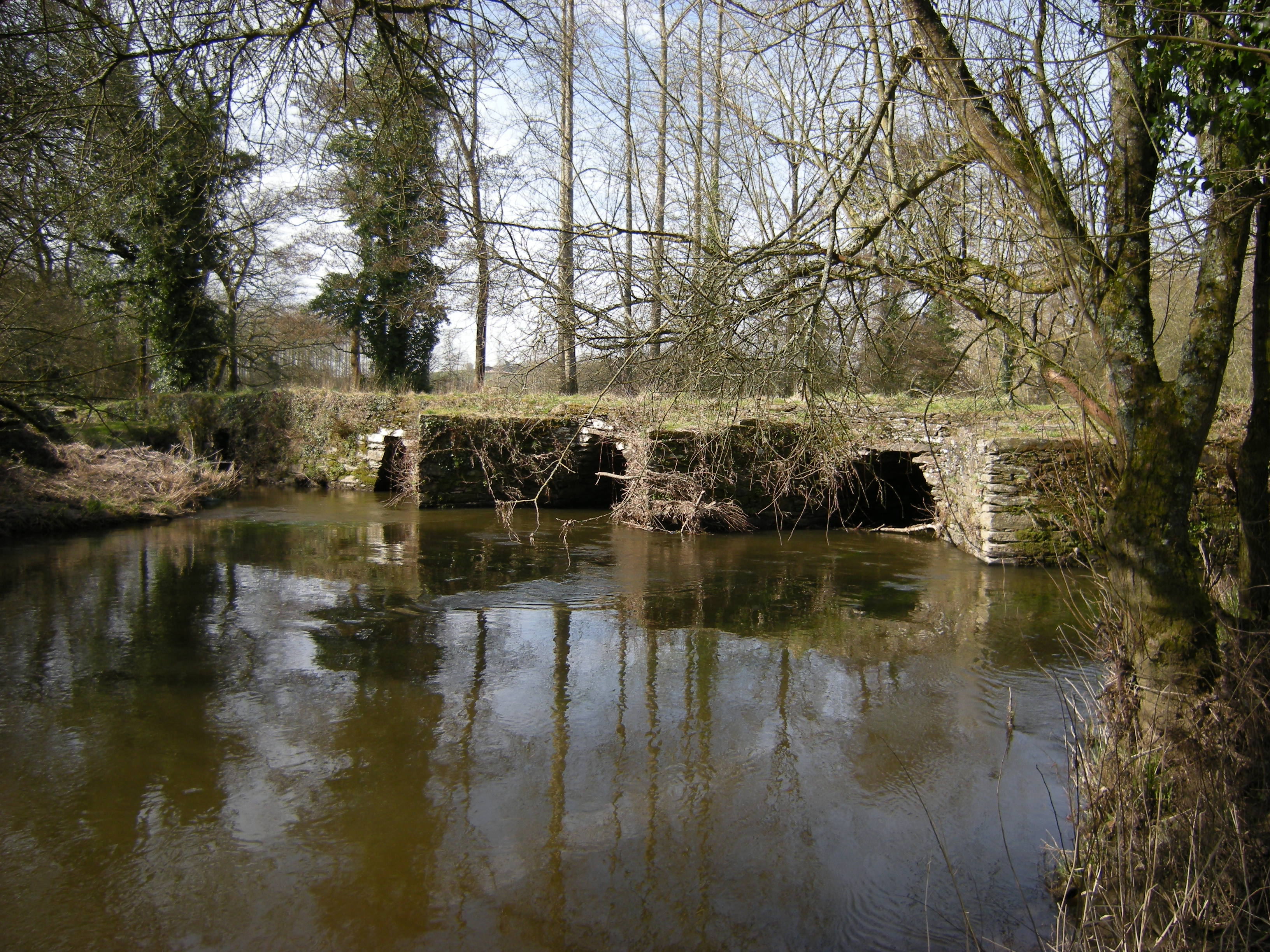
Pont « gaulois » sur l'Hyères près de la chapelle Sainte-Catherine 1.
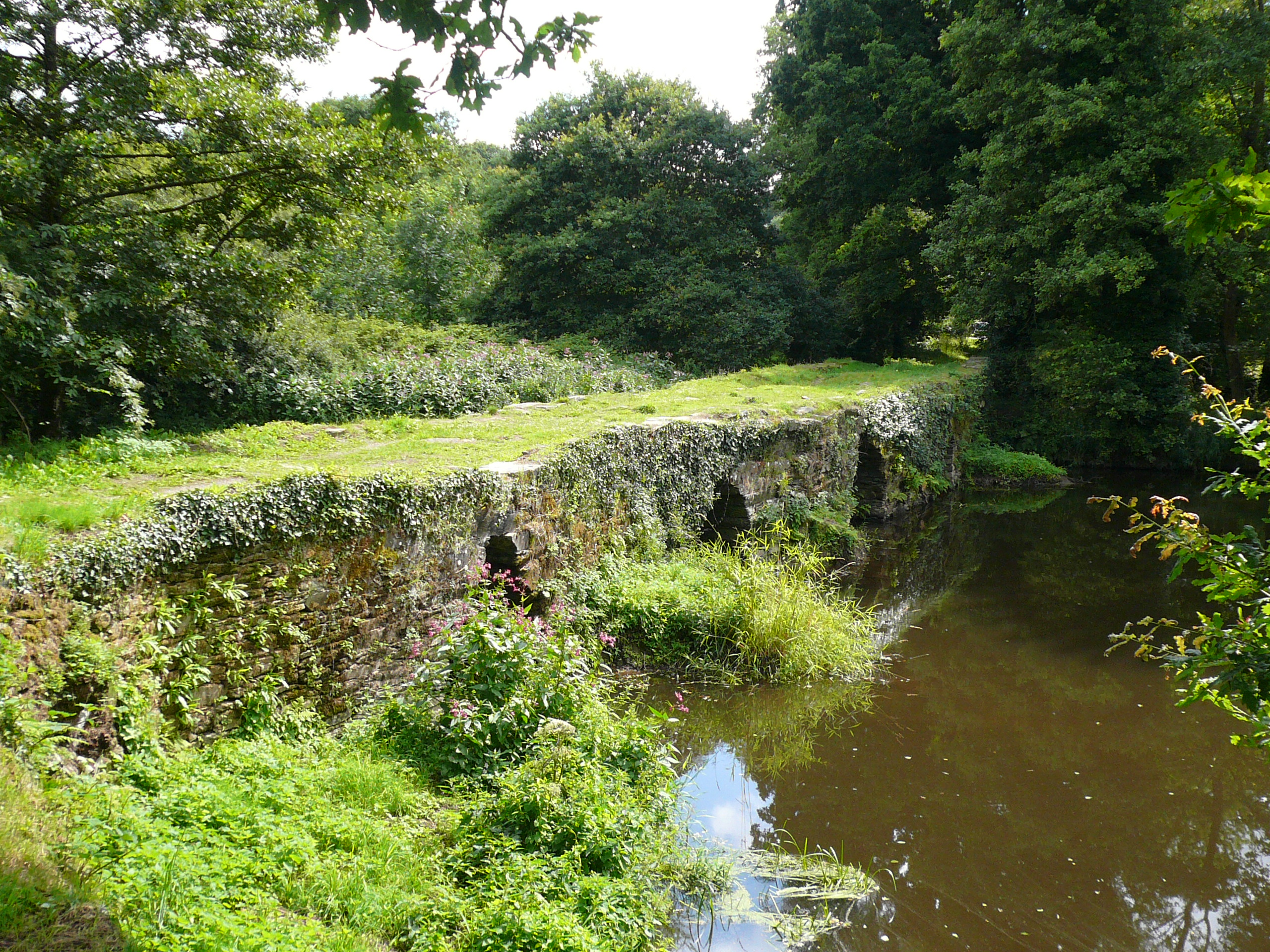
Pont « gaulois » sur l'Hyères près de la chapelle Sainte-Catherine 2.
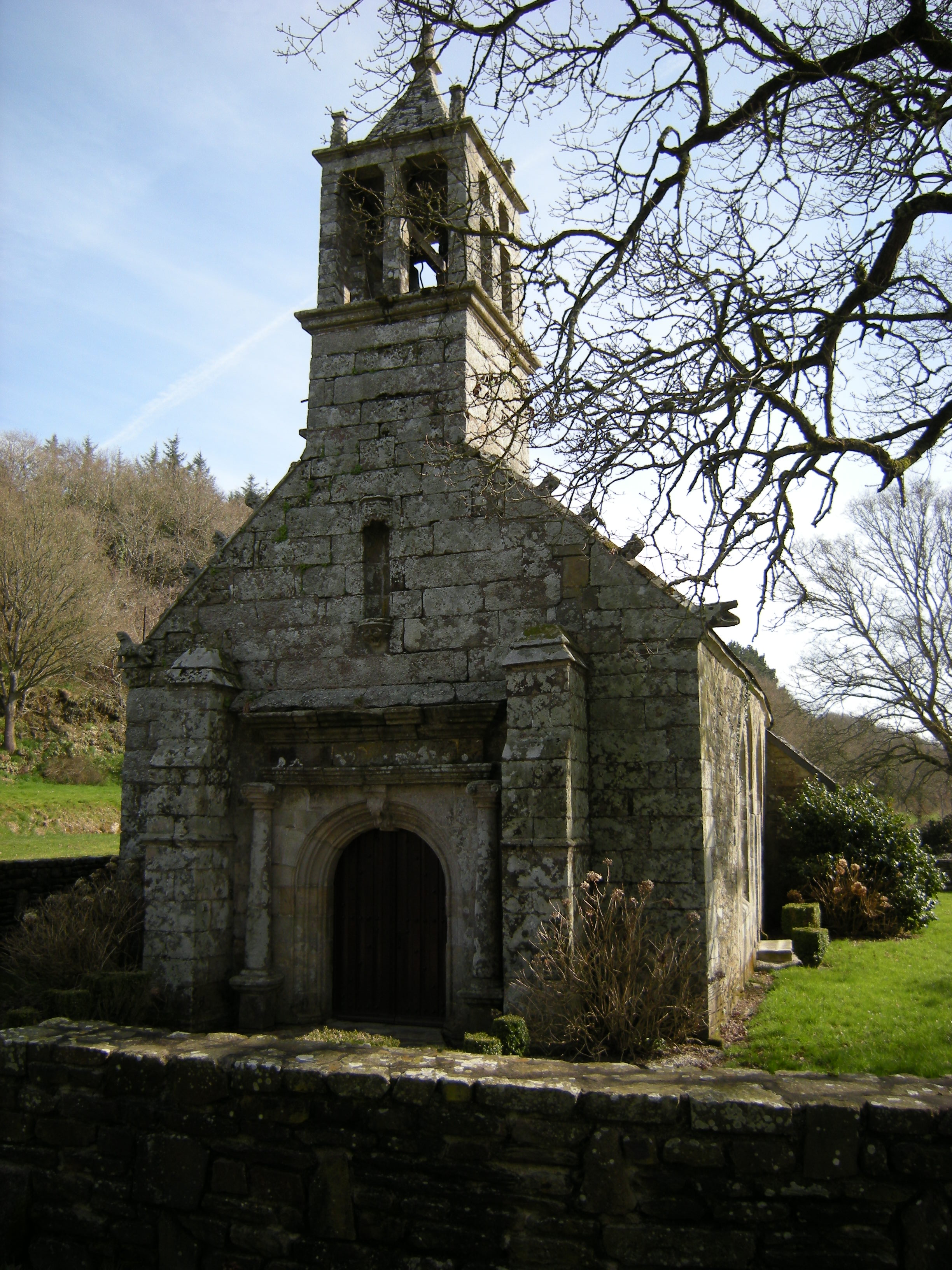
Chapelle Sainte-Catherine.
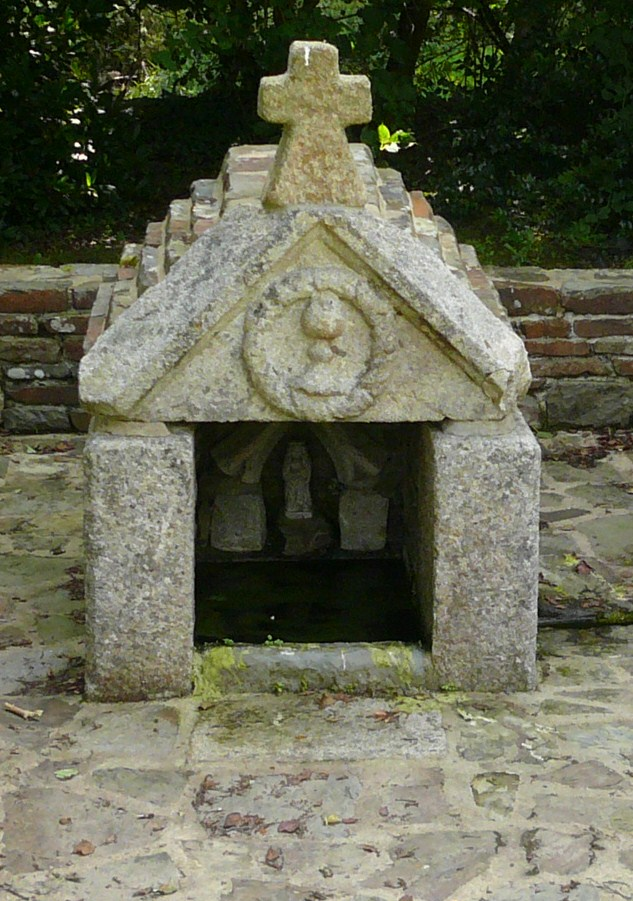
Fontaine Sainte-Catherine.
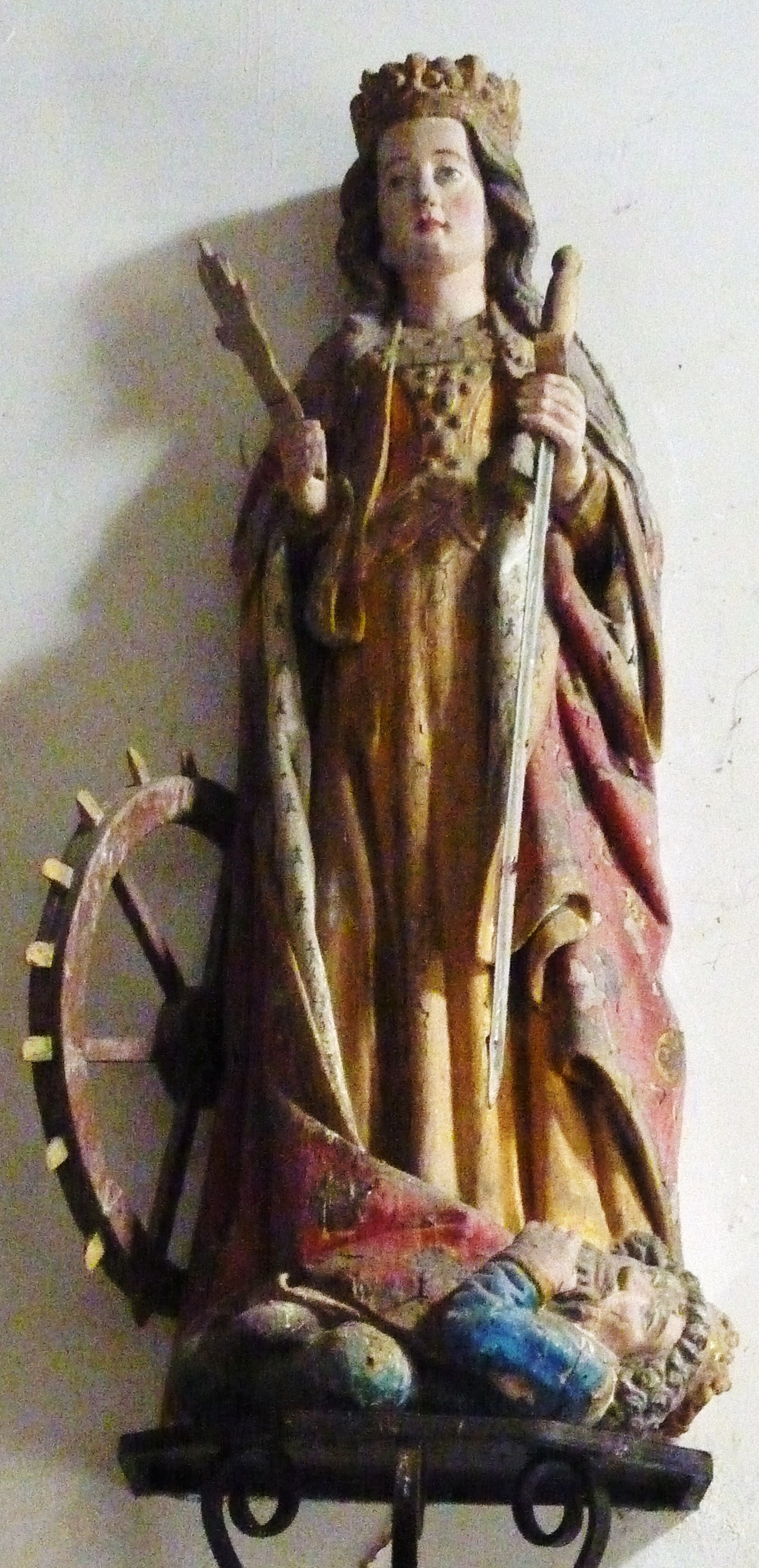
Statue de sainte Catherine d'Alexandrie (provenant de l'ancienne chapelle Sainte-Catherine en Plounévézel) qui se trouve désormais dans la chapelle Sainte-Anne de Carhaix-Plouguer.